# دوغان (عقدا)
دوغان (بالفارسية: دوگان) هي قرية تقع في إيران في قسم عقدا الريفي. يقدر عدد سكانها بـ 49 نسمة بحسب إحصاء 2016.